# Karen Wetterhahnová
Karen Wetterhahn (16. října 1948, Lyme, New Hampshire, USA – 8. června 1997, Plattsburgh, New York) byla americká profesorka chemie na Dartmouthské univerzitě v New Hampshire, která se specializovala na toxické kovy. Zemřela ve věku 48 let, v důsledku náhodného vystavení organické sloučenině dimethylrtuť (Hg(CH3)2). Ochranné rukavice používané v době incidentu neposkytovaly dostatečnou ochranu a působení pouhých několika kapek chemikálie absorbované přes rukavice se po necelém roce ukázalo jako smrtelné.

## Kariéra
Karen Wetterhahn se narodila v Plattsburghu ve státě New York. Měla tituly z Univerzity St. Lawrence a z Kolumbijské univerzity. Nastoupila na Dartmouthskou fakultu v roce 1976 a publikovala více než 85 výzkumných prací. V roce 1990 pomohla založit na univerzitě projekt Ženy ve vědě (Women in Science Project, WISP), který pomohl zvýšit podíl žen mezi studenty přírodních věd na univerzitě z 13 na 25 % a stal se celostátním vzorem.

## Nehoda a smrt
Dne 14. srpna 1996 Karen Wetterhahn studovala, jak ionty rtuti reagují s DNA proteiny za použití dimethylrtuti jako standardního referenčního materiálu pro měření nukleární magnetické rezonance 199Hg. Zkoumala toxické vlastnosti také jiných vysoce toxických těžkých kovů, jako třeba kadmia.
Wetterhahn si vybavovala, že rozlila jednu nebo dvě kapky dimethylrtuti ze špičky pipety na svou latexovou rukavici. Nevěřila, že je v bezprostředním nebezpečí, protože dodržela všechna doporučená opatření. Nicméně testy později ukázaly, že dimethylrtuť může ve skutečnosti rychle pronikat různými druhy latexových rukavic do kůže během asi 15 sekund. Expozice byla později potvrzena analýzou vlasů, jež ukázala dramatický nárůst hladiny rtuti 17 dnů po nehodě, s vrcholem po 39 dnech.
Přibližně tři měsíce po nehodě Wetterhahn začala pociťovat krátké záchvaty břišní nevolnosti a zaznamenala výrazný úbytek na váze. Charakteristické neurologické příznaky otravy rtutí, včetně ztráty rovnováhy a nezřetelné řeči, se objevily v lednu 1997, pět měsíců po nehodě. V té době  testy prokázaly, že se jedná o těžkou otravou rtutí. Byla přijata do nemocnice, kde se zjistilo, že jednorázová expozice chemikálii zvýšila hladinu rtuti v krvi na 4000 mikrogramů/litr, tedy osmdesátinásobek limitu toxicity. Obsah rtuti v moči stoupl na 234 μg/litr. Normální rozmezí je od 1 do 5 a toxická hladina je > 50 μg/l.
I přes intenzivní chelatační léčbu se stav Karen Wetterhahn rychle zhoršoval. Tři týdny po tom, co se objevily první neurologické symptomy, upadla do vegetativního stavu, který se střídal s obdobími extrémní agitovanosti. Wetterhahn byla odpojena od podpory života a zemřela dne 8. června 1997, necelý rok od původního kontaktu s chemikálií.
Jsou známy i předchozí doložené případy úmrtí v důsledku otravy dimethylrtutí. V roce 1865 zemřeli angličtí laboranti několik týdnů poté, co poprvé syntetizovali dimethylrtuť.
Celé oddělení na Darthmoutu, ale také regulační agentury šokovalo, jak došlo k expozici, když Wetterhahn dodržovala veškerá v té době známá bezpečnostní opatření. Ta zahrnovala použití latexových rukavic, digestoře a dodržování standardních bezpečnostních postupů. Po její otravě rtutí testovali její kolegové různé ochranné rukavice proti dimethylrtuti a zjistili, že malá nepolární molekula pronikne téměř všemi během několika sekund. To bylo mnohem rychleji, než se očekávalo. Nyní se doporučuje nosit při manipulaci s dimethylrtutí a jinými podobně nebezpečnými látkami vysoce odolné, flexibilní, plastovo-laminátové rukavice. Pro zvýšenou ochranu lze použít kombinaci laminátových a neoprenových rukavic. V té době byla dimethylrtuť běžný kalibrační standard, protože má určité výhody oproti jiným alternativám, které existovaly. V důsledku této nehody se změnila bezpečnostní opatření a od použití dimethylrtuti se upouští.

## Odkaz
Dartmouthská univerzita od té doby vytvořila ocenění pojmenované po Karen Wetterhahn, které má podpořit ostatní ženy, aby usilovaly o kariéru ve vědě. Jedná se o roční stipendium udělované výjimečně  studentovi postgraduálního studia chemie, který do dvou let získá doktorát. Kdykoliv je to možné, přednost při udělování ocenění je dána ženě. Národní institut věd o životním prostředí rovněž každoročně uděluje na počest Karen Wetterhahn cenu pro postgraduálního studenta nebo postdoktoranda (Karen Wetterhahn Memorial Award).